# Promise Everything
Promise Everything — третий студийный альбом британской рок-группы Basement. Он был выпущен 29 января 2016 года лейблом Run for Cover Records.

## История
Перед выпуском своего второго альбома Colourmeinkindness (2012) Basement объявили о перерыве в деятельности из-за личных обстоятельств. Гитарист Алекс Хенри позже рассказал, что это было связано с желанием вокалиста Эндрю Фишера стать сертифицированным учителем, для чего ему нужно было вернуться в школу на полтора года. Барабанщик Джеймс Фишер, младший брат Эндрю, заканчивал художественную школу, а остальные участники группы занимались своими карьерами. Хенери тем временем работал видеооператором в Бостоне, штат Массачусетс, для лейбла Run for Cover. В конце января 2014 года группа объявила, что вернётся из перерыва и будет давать концерты в течение лета. Группа тайно записала EP Further Sky и выпустила его в июле.

## Отзывы
| Совокупная оценка       | Совокупная оценка |
| Источник                | Оценка            |
| ----------------------- | ----------------- |
| Metacritic              | 75/100            |
| Оценки критиков         |                   |
| Источник                | Оценка            |
| AllMusic                | [ 10 ]            |
| Clash                   | 7/10              |
| DIY                     | [ 11 ]            |
| Exclaim!                | 9/10              |
| Pitchfork               | 5.0/10            |
| Punknews.org            | [ 2 ]             |
| Rolling Stone Australia | [ 14 ]            |
| Sputnikmusic            | 2.9/5             |
| The Line of Best Fit    | 9/10              |
| Upset                   | [ 17 ]            |

Альбом получил в целом положительные отзывы от современных музыкальных критиков.

## Список композиций
| №                   | Название             | Длительность |
| ------------------- | -------------------- | ------------ |
| 1.                  | «Brothers Keeper»    | 3:07         |
| 2.                  | «Hanging Around»     | 2:59         |
| 3.                  | «Lose Your Grip»     | 2:46         |
| 4.                  | «Aquasun»            | 3:42         |
| 5.                  | «Submission»         | 2:23         |
| 6.                  | «Oversized»          | 2:38         |
| 7.                  | «Blinded Bye»        | 2:38         |
| 8.                  | «For You the Moon»   | 3:14         |
| 9.                  | «Promise Everything» | 2:37         |
| 10.                 | «Halo»               | 2:30         |
| Общая длительность: | Общая длительность:  | 28:38        |

| №                   | Название                                  | Длительность |
| ------------------- | ----------------------------------------- | ------------ |
| 11.                 | «My Favourite Game (The Cardigans cover)» | 3:39         |
| 12.                 | «Aquasun (acoustic)»                      | 3:10         |
| 13.                 | «Blinded Bye (acoustic)»                  | 2:18         |
| 14.                 | «Cloud»                                   | 1:10         |
| Общая длительность: | Общая длительность:                       | 38:00        |

## Чарты
| Чарт (2014)                        | Высшая позиция |
| ---------------------------------- | -------------- |
| Австралия (ARIA)                   | 75             |
| Великобритания (UK Albums (OCC)    | 147            |
| США (Billboard Alternative Albums) | 15             |
| США (Billboard Heatseekers Albums) | 1              |
| США (Billboard Independent Albums) | 6              |
| США (Billboard Top Rock Albums)    | 19             |
| США (Billboard Top Album Sales)    | 96             |
| США (Billboard Vinyl Albums)       | 3              |